# Abayasøen
Abayasøen er en sø i Etiopien. Den er en del af "the Great Rift Valley" og blev tidligere kaldt Margheritasøen. Søen er kendt for sit høje indhold af hydroxid, som farver vandet rødt.
6°26′N 37°53′Ø / 6.433°N 37.883°Ø
|  | Infoboks uden skabelon Denne artikel har en infoboks dannet af en tabel eller tilsvarende. |